# Nemoptera orientalis
Nemoptera orientalis is een insect uit de familie van de Nemopteridae, die tot de orde netvleugeligen (Neuroptera) behoort. 
Nemoptera orientalis is voor het eerst wetenschappelijk beschreven door Olivier in 1791.